# مشورة ما قبل الحمل
يرتكز مفهوم مشورة ما قبل الحمل (بالإنجليزية Preconception Counseling) على نظرية طبية تفترض ضرورة خضوع جميع النساء في سن الإنجاب لفحصٍ طبيٍ للوقوف على المخاطر الصحية اللاتي قد يتعرضن لها وذلك «قبل» الحمل. ويوصي الأطباء النساء بزيارة الطبيب عند رغبتهن في الحمل، ويفضّل أن يكون ذلك قبل حدوث الحمل بحوالي 3-6 أشهر. وتتيح هذه المدة الزمنية للمرأة أن تعد جسمها بصورةٍ أفضل لنجاح الإخصاب والحمل، كما يساعدها على الحد من المخاطر الصحية التي يمكنها تجنبها. وقامت العديد من المؤسسات الطبية مثل مؤسسة مارش أوف دايمز بابتكار أدوات فحصٍ يمكن للأطباء استخدامها مع مرضاهم. فضلًا عن ذلك، أعد أطباء الأطفال والنساء مجموعة شاملة من قوائم الفحص والتقييمات للنساء اللائي يرغبن في الإنجاب.
ويمكن للحصول على مشورة ما قبل الحمل بزيارة الرضيع لطبيب الأطفال بعد الولادة للاطمئنان على صحته ونموه، والوقوف على المشاكل الصحية التي ربما لم يتم ملاحظتها فور الولادة، وبالمثل فإن التقييم والفحص الخاص بمشورة ما قبل الزواج يوفر تقييمًا شاملًا لصحة النساء في سن الإنجاب، ويحدد في الوقت نفسه ما يلي:
- الأمراض التي تعاني منها المرأة أو التي لم يتم اكتشافها من قبل
- المخاطر التي قد تتعرض لها المرأة عند حدوث الحمل
- المخاطر التي قد تؤثر على صحة الجنين في حالة حمل المرأة الخاضعة للفحص.

## العقبات المواجهة لمشورة ما قبل الحمل
من أهم العقبات التي تواجه تقييم ومشورة ما قبل الحمل هو حدوث الحمل غير المتوقع في العديد من الحالات. [بحاجة لمصدر]ويمثل الحمل غير المتوقع أو غير المخطط له 38% من حالات الحمل عالميًا. ويمثل الحمل غير المتوقع أو غير المخطط له 38% من حالات الحمل عالميًا. ويرجع حدوث الحمل غير المتوقع إلى عدم استخدام وسائل منع الحمل أو الفشل في استخدامها بصورةٍ صحيحةٍ. وإذا ما حدث ذلك، تضيع فرصة اللجوء للمشورة قبل الحمل.
وفي الولايات المتحدة، تفوق حالات الحمل غير المرغوب فيها 50% من إجمالي الحالات. وتعزو 52% من حالات الحمل غير المرغوب فيها إلى عدم استخدام وسائل منع الحمل، بينما يتسبب الاستخدام الخاطئ أو غير المنتظم لوسائل منع الحمل في حدوث 43% من حالات الحمل غير المرغوب فيها.
ويعد أيضًا جهل معظم النساء أو عدم إدراكهن لأهمية زيارة الطبيب قبل الحمل أحد أهم العوائق التي تواجه تقييم ومشورة ما قبل الحمل[بحاجة لمصدر]، إذ أن معظم النساء يعتبرون حدوث الحمل أمرًا طبيعيًا ولا يدركون الأهمية البالغة لفحوصات ما قبل الحمل. وتميل معظم النساء اللاتي يرغبن في الإنجاب إلى التسليم بأنهن سيلدن أطفالًا يتمتعن بصحةٍ جيدةٍ، ولا يفكرن في احتمالات ولادة أطفالٍ يعانين من أية مشكلاتٍ. و لا تدرك معظم النساء أن تاريخهن المرضي قد يؤثر على نمو الجنين. وبالمثل، فهن لا يدركن أيضًا المخاطر التي قد يسببها الحمل لهن. وعندما يتم النظر إلى تاريخ الأسرة المرضي مع مخاطر الحمل معًا، يتم اكتشاف المشاكل الصحية التي قد تحدث لامرأة بذاتها، أو التي قد يتعرض لها الجنين إذا ما حملت.
أما العائق الثالث فيتمثل في عدم إدراج هذا النوع من المشورة تحت مظلة التأمين الصحي. بيد أن معظم أنواع التأمين الصحي قد تغطي تكلفته باعتباره زيارةً دوريةً عاديةً لإجراء فحوصاتٍ لدي طبيب النساء.

## خطوات مشورة ما قبل الحمل

### استبيان
تتمثل الخطوة الأولى في تقييم ما قبل الفحص Pre-screening assessment في ملئ استبيانٍ يهدف لمعرفة ما إذا كانت المرأة تعاني من مشاكل في أي من أجهزة الجسم (ليس الجهاز التناسلي فحسب)، وكذلك الحصول على معلوماتٍ عن تاريخ عائلة المرأة المرضي، وأسلوب حياتها بصفةٍ عامةٍ. ويبدأ الاستبيان ببعض المعلومات البسيطة، ويتضمن أسئلة أكثر تفصيلًا إذا ما كانت المرأة قد أصيبت بأمراضٍ أو فيروساتٍ من قبل إلخ. وفي بعض الأحيان، قد تجلس المرأة مع ممرضةٍ متمرسةٍ للاستفسار عن بعض المعلومات الواردة في الاستبيان.

### تحاليل الدم
قد يُطلب من المرأة إجراء بعض تحاليل الدم. وغالبًا ما تتضمن التحاليل صورة الدم الكاملة CBC والذي يكشف إصابة المرأة بالأنيميا. ويكشف التحليل أيضًا عن عدد كرات الدم البيضاء وبالتالي عما إذا كانت هناك عدوى ما. وتؤثر الأنيميا والإصابة بالعدوى على صحة المرأة عامةً، وعلى قدرتها على الإنجاب، وكذلك على استقرار الحمل وصحة الجنين. ولحسن الحظ، يتم معالجة حالات الإصابة بالعدوى والأنيميا بمجرد معرفة الأسباب. وقد تحتاج معالجة الأنيميا على متابعةٍ دوريةٍ وتناول مكملات الحديد.

### تحليل البول
يكشف تحليل البول عما إذا كانت المرأة تعاني من بيلة بروتينية proteinurea أي فقدان البروتين في البول والذي يعد مؤشرًا لاحتمال الإصابة بمرضٍ معدٍ أو مرضٍ في الكلى، كما يوضح تحليل البول ما إذا كان هناك دمٌ فيه أم لا، وهو مؤشرٌ على حدوث التهاب المسالك البولية. قد يظهر أيضًا تحليل البول وجود الجلوكوز (بيلة سكرية) والذي يعني ارتفاع نسبة السكر في الدم، لكن ليس من المعتاد أن تعاني النساء في سن الإنجاب من السكر غير المشخص] Undiagnosed diabetes وهو ارتفاع سكر الدم في اختبارٍ واحدٍ فقط، في حين أن تشخيص داء السكري يتطلب اختبارين إيجابيين أو أكثر(وهذا يختلف عن سكر الحمل الذي تصاب به بعض النساء في فترة الحمل).

## استخدام نتائج التقييم

### الأطباء
يتعذر ذكر جميع الجوانب التي سيقيمها الطبيب هنا لمحدودية المساحة. ومن الضروري إدراك أن أي مرض/ فيروس/ متاعب صحية تعاني منها المرأة قد تضيف إلى المخاطر التي قد تعاني منها قبل الولادة ويتعين متابعتها باستمرار. علاوةً على ذلك، يتعين أن تكون أي أدوية تتناولها المرأة للعلاج من المرض أو المتاعب الصحية تحت إشراف الطبيب وقد يتم زيادة الجرعة أو تخفيضها.
ويمثل مرض السكري أحد أهم المخاطر التي قد يواجهها الجنين، ولذا فإن المرأة المصابة به، والتي تطلب مشورة ما قبل الحمل، تخضع لفحصٍ خاصٍ، كما يتم متابعة حالتها عن قرب. للمزيد من المعلومات، يرجى الاطلاع على مقال «مرض السكري ومخاطره» والمتاح على شبكة الإنترنت.

### دور المرأة
لنجاح المشورة، قد تحتاج المرأة إلى تعديل بعض السلوكيات الصحية الخاصة بها، ويتضمن ذلك بعض عاداتها الحياتية، والحد من تناول الكحوليات، وممارسة الرياضة، والراحة، وتخفيف التوتر. وقد تحتاج أيضًا إلى عدم تناول أنواع معينةٍ من المشروبات العشبية، أو الأدوية التي لا تُصرف وصفة طبية وذلك حسب تعليمات الطبيب. وقد يوصي الطبيب أيضًا بتناول بعض الفيتامينات قبل أن تحمل المرأة وذلك بهدف تحسين صحتها بوجهٍ عامٍ.

## الخلاصة
تلعب مشورة وتقييم وفحص ما قبل الحمل دورًا مهمًا في حياة المرأة وجنينها إذا ما رغبت في الإنجاب، إذ من شأنه أن يهتم بالجوانب المذكورة في هذا المقال مما يزيد من فرص المرأة في الحمل، كما يحسن من بيئة الرحم التي يعيش فيها الجنين، وبالتالي يساهم في تحسين صحة الجنين بصفةٍ عامةٍ. تساعد أيضًا مشورة وتقييم وفحص ما قبل الحمل الطبيب على معرفة المشاكل التي قدد تتعرض لها المرأة في حالة الحمل، وبالتالي تقييمها والتغلب عليها بصورةٍ أفضلٍ. يتعين على المرأة التي ترغب في الإنجاب زيارة الطبيب قبل وقف استخدام وسائل منع الحمل. إن بذل بعض الجهد والوقت في معالجة المشكلات الصحية التي يتم اكتشافها في مرحلة ما قبل الحمل تعود بنفعٍ عظيمٍ على المرأة وجنينها في المستقبل.